# 소방관이 이렇게 가벼워도 돼?
《소방관이 이렇게 가벼워도 돼?》(指先から本気の熱情〜チャラ男消防士はまっすぐな目で私を抱いた〜, 원작명 : 손끝에서부터 진심의 열정 -챠라남 소방관은 곧 눈으로 나를 껴안았어-)는 카와노 타니시가 원작한 일본의 성인 만화이다. 2018년 7월 6일부터 메챠 코믹 말고도 전자 코믹에서 연재 중이다.

## 줄거리
후지하시 료는 단체 미팅의 좋아하는 어릴적 소꿉친구 미즈노 소마를 연애 대상이라고는 보지 않는다. 료가 살고 있는 맨션이 화재가 나서 소마가 구해주고, 소마의 집에 묵게 된다. 그 후로 점차 사랑의 감정을 느끼게 되어 사귀게 된다.

## 서적 정보
- 카와노 타니시 《소방관이 이렇게 가벼워도 돼?》  일본 : 수이세이샤 〈Clair TL Comics〉,  대한민국 : 넥스큐브, 기간 1권 (2019년 1월 18일 현재)
  1. 2019년 1월 18일 발매, ISBN 978-4-434-25430-7
  2. 2019년 7월 18일 발매, ISBN 978-4-434-26041-4
  3. 2020년 2월 18일 발매, ISBN 978-4-434-26916-5
  4. 2020년 11월 18일 발매, ISBN 978-4-434-27922-5
  5. 2021년 6월 18일 발매, ISBN 978-4-434-28702-2
  6. 2021년 12월 18일 발매, ISBN 978-4-434-29440-2
  7. 2022년 6월 18일 발매, ISBN 978-4-434-30140-7

## TV 애니메이션
《손끝에서부터 진심의 열정 -소꿉친구는 소방관-》(指先から本気の熱情-幼なじみは消防士-)이란 타이틀로, 2019년 7월부터 9월까지 도쿄 MX에서 5분간 단편 애니메이션으로 방영. 방송 전에는 3주 동안 특집이 방송됐다. 다른 AnimeFesta(구 ComicFesta 애니메)와 마찬가지로 통상판과 연령 제한이 있는 완전판이 존재하며 완전판은 AnimeFesta 오리지널(구 애니메Zone) 독점 착신된다.
2021년 7월부터 8월까지 제2기인 《손끝에서부터 진심의 열정 2 -연인은 소방관-》(指先から本気の熱情2-恋人は消防士-)이란 타이틀로 방영 및 착신되었다.

## 드라마 CD
애니메이션과 같이 《손끝에서부터 진심의 열정 -소꿉친구는 소방관-》(指先から本気の熱情-幼なじみは消防士-)이란 타이틀로, 2020년 5월 27일에 발매 · 판매 슈에이사, 제작 협력 Sakurastreet, 판매 협력 벨플랜즈에서 시추에이션 CD가 발매. 미즈노 소마역은 애니메이션(완전판)과 같이 마가린 텐구가 출연.